# Babel-17
Babel-17 é um romance de ficção científica de 1966, do autor americano Samuel R. Delany em que a Hipótese de Sapir–Whorf (de que a linguagem influencia o pensamento e a percepção) desempenha um papel importante. Foi vencedor do Prêmio Nebula de Melhor Romance em 1966 (com Flores para Algernon), e também foi indicada para o Prêmio Hugo de Melhor Romance em 1967.
Delany esperava ter Babel-17 publicado originalmente como um único volume, com o romance Empire Star, mas isso não aconteceu até a reimpressão de 2001.

## Resumo do enredo
Durante uma guerra interestelar, um lado desenvolve uma linguagem, Babel-17, que pode ser usado como uma arma. A aprendizagem transforma cada soldado rival em um traidor como ele altera a percepção e o pensamento. A alteração é feita pela perigoso aprimoramento da linguagem da sedução e outras habilidades. Isto é descoberto pela bela capitã de nave, filóloga, poeta, e telépata Rydra Wong. Ela é recrutada pelo seu governo para descobrir como o inimigo está se infiltrando e sabotando locais estratégicos. Inicialmente Babel-17 é pensado para ser um código usado pelos agentes inimigos. Rydra Wong percebe que é uma língua, e encontra-se tornando uma traidora enquanto ela aprende. Ela é resgatada por sua equipe dedicada, calcula o perigo e neutraliza seus efeitos.
O romance lida com várias questões relacionadas com as peculiaridades da linguagem, como as condições de formas de vida, a formação das palavras e seus significados, e como as próprias palavras podem moldar as ações das pessoas.